# Maodu (socken i Kina, lat 41,96, long 113,66)
Maodu (kinesiska: 卯都, 卯都乡) är en socken i Kina. Den ligger i den autonoma regionen Inre Mongoliet, i den norra delen av landet, omkring 210 kilometer nordost om regionhuvudstaden Hohhot. Antalet invånare är 8558. Befolkningen består av 4 141 kvinnor och 4 417 män. Barn under 15 år utgör 10,0 %, vuxna 15-64 år 75 %, och äldre över 65 år 14,0 %.
Genomsnittlig årsnederbörd är 490 millimeter. Den regnigaste månaden är juli, med i genomsnitt 130 mm nederbörd, och den torraste är februari, med 3 mm nederbörd.